# Santiago Dellapè

a Compétitions nationales et continentales officielles uniquement.

b Matchs officiels uniquement.
Dernière mise à jour le 15 septembre 2017.
Santiago Dellape, né le 9 mai 1978 à La Plata (Argentine), est un joueur italien d'origine argentine de rugby à XV. Il a joué en équipe d'Italie et évolué au poste de deuxième ligne. En mai 2011, il annonce qu'il met un terme à sa carrière internationale, 4 mois avant l'ouverture de la Coupe du monde 2011. Ses raisons sont personnelles mais il déclare qu'il ne se sent plus en condition physiquement pour un tel événement.

## Carrière

### En club
- 2001-2002 : Viadana  Italie
- 2002-2004 : Benetton Trévise  Italie
- 2004-2006 : SU Agen  France
- 2006-2008 : Biarritz olympique  France
- 2008-2009 : RC Toulon  France
- 2009-2013 : Racing Métro 92  France[2]
- 2013 : San Luis  Argentine

### En équipe nationale
Il a honoré sa première cape internationale en équipe d'Italie le 2 février 2002 à Paris par une défaite 33-12 contre l'équipe de France et sa dernière lors du tournoi 2011 contre la France par une victoire historique 22-21.

## Palmarès

### En club

#### Viadana
- Champion d'Italie : 2002

#### Benetton Trévise
- Champion d'Italie : 2003, 2004

#### Racing Métro 92
- Pro D2 : 2009

### En équipe nationale
(À jour au 18/05/2011)
- 64 sélections en équipe d'Italie de 2002 à 2011.
- 3 essais (15 points).
- Sélections par année : 7 en 2002, 7 en 2003, 7 en 2004, 6 en 2005, 11 en 2006, 9 en 2007, 5 en 2008, 5 en 2009, 3 en 2010, 4 en 2011.
- Tournois des Six Nations disputés : 2002, 2003, 2004, 2005, 2006, 2007, 2008, 2011

En coupe du monde :
- 2007 : 3 sélections (Nouvelle-Zélande, Roumanie, Écosse), 1 essai (contre la Roumanie)
- 2003 : 3 sélections (Tonga, Canada, Pays de Galles)